# Adela Stefanowicz
Adela Stefanowicz, matka Gertruda (ur. 2 lutego 1887 w Witebsku, zm. 21 października 1961) – zakonnica (benedyktynka), pedagog, współtwórczyni Instytutu Katolickiego w Częstochowie.
W 1904 ukończyła gimnazjum w Witebsku, w 1912 podjęła studia w dziedzinie filozofii i psychologii eksperymentalnej na uniwersytecie w Moskwie. Po studiach pracowała jako nauczycielka, organizowała jednocześnie pracownie psychologiczne dla badania dzieci upośledzonych umysłowo w Moskwie i Witebsku. W Witebsku zorganizowała dla takich dzieci także szkołę z internatem. W poszukiwaniu środków finansowych organizowała na rzecz swoich placówek liczne kwesty, zbyt aktywny tryb życia osłabił znacznie jej zdrowie (ostre zapalenie stawów i astma). 
W listopadzie 1921 Adela Stefanowicz przyjechała do Warszawy i podjęła pracę w Instytucie Pedagogiki Specjalnej. Była jedną z założycieli Zakładu dla dzieci upośledzonych umysłowo pod Warszawą; prowadzenie zakładu przejęły siostry samarytanki i do ich zgromadzenia wstąpiła Stefanowicz, chcąc całkowicie zaangażować się w pomoc podopiecznym. Ze względu na dalsze pogorszenie stanu zdrowia nie złożyła kolejnych ślubów i wyjechała w 1930 do Łucka. Tam wstąpiła do zgromadzenia sióstr misjonarek (benedyktynek). Pracowała w prowadzonym przez siostry sierocińcu, uzyskała pozwolenie władz szkolnych na otwarcie przedszkola i klas początkowych nauczania podstawowego; dla starszych dziewcząt zorganizowała seminarium wychowawcze, a dla sióstr zakonnych wewnętrzne studia pedagogiczne. Na polecenie przełożonej generalnej oraz biskupa łuckiego Adolfa Szelążka opracowała projekt reformy Zgromadzenia Sióstr Misjonarek-Benedyktynek. Zostały jej powierzone liczne funkcje zakonne - kierowniczki sierocińca, dyrektora seminarium wychowawczego, wreszcie generalnej przełożonej Zgromadzenia (1933). Stan zdrowia nie pozwolił jej na dłuższą pracę na tych urzędach, złożyła je na kapitule generalnej w 1935 i wyjechała na półroczne leczenie.
W 1936 podjęła dalszą pracę w Wilnie. Na polecenie arcybiskupa Jałbrzykowskiego (metropolity wileńskiego) działała w środowiskach rodzin katolickich w ramach Akcji Katolickiej, zorganizowała Poradnię Wychowawczą przy Katolickim Stowarzyszeniu Kobiet oraz studium dla rodziców przy tej poradni, przedszkole i seminarium wychowawcze dla młodzieży. Współpracowała z wychowawcami szeregu innych ośrodków pedagogicznych.
Od 1937 nawiązała wieloletnią współpracę z księdzem Józefem Wojtukiewiczem. Wraz z nim pracowała przy redagowaniu dwumiesięcznika "Ku Szczytom" (1937-1939) oraz założyła Katolicki Związek Wychowawczy, którego została prezesem. Zadaniem związku miało być wypracowanie metod katolickiego wychowania. Adela Stefanowicz wspólnie z ks. Wojtukiewiczem była autorką recenzji podręczników do religii (na życzenie Ministerstwa Wyznań Religijnych i Oświecenia Publicznego). Podczas II wojny światowej uczestniczyła w tajnym nauczania jako wykładowca pedagogiki i kultury.
W 1945 wspólnie z Wojtukiewiczem udała się do Częstochowy, gdzie została kierowniczką pracy wewnętrznej w nowo powołanym Instytucie Katolickim. Prowadziła tam wykłady i seminaria, także po przeniesieniu Instytutu w 1947 do Wrocławia i w 1958 do Gietrzwałdu (Warmia). Współorganizowała Ogólnopolskie Kursy Katechetyczne we Wrocławiu, Częstochowie i Lublinie. Nie przerwała pracy pedagogicznej do końca życia, mimo stopniowej utraty wzroku oraz sprawności fizycznej (w ostatnich latach zmuszona do posługiwania się wózkiem inwalidzkim). Zmarła w 1961.